# 2014年7月香港

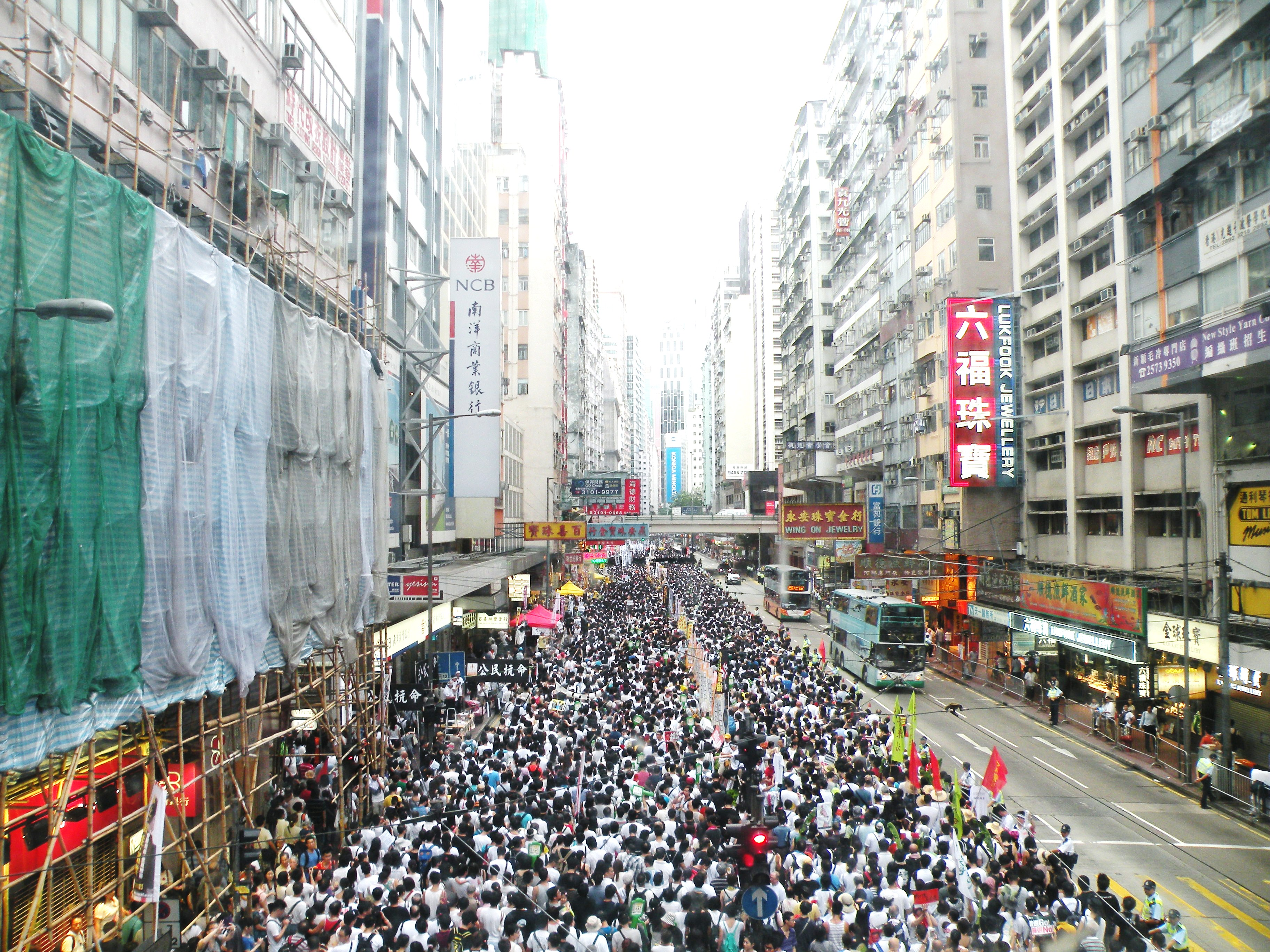
51萬人參與2014年七一大遊行，人數創2004年後的第二新高

## 7月1日
- 民間人權陣線舉行七一大遊行，是年口號為「捍衛港人自主，無懼中央威嚇，公民直接提名，廢除功能組別」，抗議早前國務院新聞辦發表的《一國兩制白皮書》，同時亦爭取2017年行政長官選舉要有公民提名。[1]民陣表示遊行人數達51萬，創10年新高，港大民研計劃則點算出最多有17.2萬人；警方表示高峰時有9.86萬人離開維園。學聯及學民思潮在晚上遊行完結後在中環遮打道預演佔領中環。因遊行已宣佈結束時仍有不少人逗留，被視為非法集會，警方於翌日凌晨約2時45分展開清場行動，行動中有511人被拘捕。[2]

## 7月3日
- 特首梁振英出席立法會特首答問大會，泛民議員群起離座抗議，議員黃毓民向梁振英掟紙張與玻璃杯，並無擊中任何人，人民力量兩議員陳志全及陳偉業則擲紙摺「幸運星」。保安把黃毓民、陳偉業、陳志全抬走，並把新民主同盟范國威帶離場，其他泛民議員也陸續離場，杯葛答問會。梁振英拾起一片玻璃杯碎片並譴責議員針對官員做出的激烈行為，促請立法會及社會重視事件。其後特首辦報警稱受襲擊，是首度有官員因在立會內被掟物件報警，警方中午隨即派員進入會議廳搜證，案件交由中區重案組調查。[3][4]

## 7月4日
- 行政長官夫人梁唐青儀出席傑出少年選舉頒獎禮後開腔回應次女梁齊昕公開自殘照的事件，稱永遠支持女兒，又對撰文評論事件的中大學者蔡子強嚴厲批評，指他刻毒、無知、冷血、涼薄。蔡子強回應表示，其文章是基於《信報》網站的對話紀錄而撰寫，「公關show」是梁齊昕的說法，自己只是引用。[5]
- 房屋委員會資助房屋小組昨通過9月起加租10%，全港約72萬公屋租戶，每月平均加租154元，約75%公屋家庭受加租影響。[6]

## 7月5日
- 因衝擊替補機制論壇，被判監4周的社民連梁國雄刑滿出獄，逾百支持者在荔枝角收押所門外迎接長毛。他認為社會已有成熟條件，呼籲泛民立法會議員透過五區直選議員辭職，啟動變相公投。[7]

## 7月7日
- 中電位於飛鵝山扎山道的一座電塔，在晚上10時傳出爆炸聲及洩出火光，導致電壓驟降，東九龍多個屋苑疑因電力驟降，照明系統出現閃一閃的現象，但迅速便回復正常。藍田及觀塘有多幢大廈全部單位停電，連同將軍澳、黃大仙、油塘等，合共發生逾20宗困電梯事故。[8][9]中電解釋指由於飛鵝山附近架空電纜線身受損導致事故，情況極為罕見，並向受影響的用戶致歉。[10]

## 7月8日
- 身兼全國政協委員的聖公會大主教鄺保羅向信眾講道時指，港人上街是羊群心理行為，他表示參與遊行及抗爭的人，沒有柔和謙卑的心和腦袋，沒有分析能力，不相信耶穌會像議員般擲物品，或用羞辱的說話去罵人。鄺保羅又不明為何港人常要就事件發表意見，他引用聖經指，耶穌就好像被宰殺的羔羊般，默默無聲。民主黨立法會議員劉慧卿指責他不應如此批評有理想的學生，認為其言論像發晦氣。[11][12][13]

## 7月9日
- 立法會政府帳目委員會完成對盛事基金的聆訊並公佈報告，批評商務及經濟發展局及轄下的旅遊事務署監管不力，對兩個部門表示「極度遺憾」。不過報告並未點名批評涉事的龍獅節籌委會召集人陳鑑林及盛事基金評委會主席林健鋒，委員會主席石禮謙否認有「放生」兩名涉及事件的立法會議員，表示最主要問題是政府監管不力[14]。民建聯陳鑑林回應時反指盛事基金要提交薪酬紀錄的要求不合理，指盛事基金是鼓勵創造盛事，並非創造就業，他否認被「放生」，另一個涉事的立法會議員經民聯林健鋒稱會按報告的建議改善委員會及更嚴謹處理工作。商經局表示會考慮增加稽查。[15]
- 立法會調查前廉政專員湯顯明涉貪的專責委員會發表報告，認為湯顯明無恰當履行公職，令廉署聲譽蒙污。[16]委員會內全部五名泛民委員不認同報告結論，拒絕簽名承認報告，批評報告沒有譴責湯顯明豪花公帑的行為，並自行發表報告對湯的多宗罪狀予以「最強烈譴責」，同時提出更詳細、具體的改善建議。[17]

## 7月14日
- 香港中學文憑考試放榜，考評局表示，今年有12名考生考獲7科5**，分別是7男5女，比去年多3名。[18]今年有兩萬六千名考生考到入大學的最低要求，但資助大學學位只得一萬五千多個，平均2.22人爭一席，超過一萬名成績合乎資格的考生無法升讀大學。[19]學民思潮發言人周庭考獲22分，召集人黃之鋒表示考獲入大學最低要求。他們認為參加社運不影響成績。[20]

## 7月15日
- 行政長官梁振英向全國人大常委會提交政改諮詢報告，啟動政改首部曲，報告指出社會普遍認同，要在基本法和人大決定上落實普選特首，提名委員會的提名權不應被削弱，「不少」香港市民支持公民提名，而特首人選應該愛國愛港。報告又指出，提委會提名程序應是少數服從多數。至於2016年的立法會選舉，報告則稱毋須修改[21][22]。建制派認為諮詢報告全面歸納意見，亦認同當中要點及主流分析，泛民則批評報告無視民間投票及七一遊行爭取普選爭取公民提名的聲音。[23]

## 7月16日
- 經過兩個月調查後，由六名港鐵獨立董事組成的調查委員會發表高鐵工程延誤的調查報告，批評工程總監周大滄及行政總裁韋達誠判斷力欠佳，未有及早向董事局匯報工程延誤，至少錯失四次報告延誤的機會。同一時間，港鐵宣布與韋達誠提早完約，他會提早於8月15日離任。港鐵主席錢果豐強調，公司在工程上跟足程序，若涉及超支應由政府承擔，但政府可向法庭提出要求港鐵賠償。[24][25]

## 7月19日
- 保普選反佔中大聯盟開始為期一個月的收集簽名行動，反對佔領中環。大聯盟在港九新界400多個地點設置街站，讓市民簽名。參與簽名的市民來到街站，要在表格上填寫身份證頭幾個號碼，義工再簡單核對市民的身份證，首日聲稱共收到超過20萬個簽名。[26][27]

## 7月22日
- 多份報章以頭版報道黎智英兩年捐出四千萬予泛民政黨及一些智庫人士，左報更指黎智英勾結外國勢力。黎智英在網站承認，曾經向多個泛民團體捐款，但指捐款全部屬於自己，並非受外國勢力資助，又形容泛民很慘，是本著自己能力去推動、去做社會有益的事。[28][29]
- 港鐵西鐵綫兆康站及南昌站發生信號故障，經過這兩個站列車都要慢駛，全綫服務受阻，紅磡往天水圍要每8分鐘一班列車，天水圍往屯門站每12分鐘一班。直至晚上約十一時，全綫服務才恢復正常。港鐵解釋指由於閃電影響，引致信號系統故障，要更換底板，以至服務受阻六個半小時。[30][31]
- 九龍東觀塘和樂邨發生倫常暴力命案，一對兄弟因為金錢問題在家打架，其中一人死亡，警方列作謀殺案處理，拘捕39歲的兄長[32]。據報死者因向母親索錢不果，憤然把風扇擲向母親，因而嘈醒疑兇，他為保護母親而錯手打死胞弟。[33]

## 7月24日
- 食物安全中心證實，一直否認有使用上海福喜食材的香港麥當勞，早於2013年7月已有進口170公噸上海福喜的吉列豬塊及脆辣雞腿，並已全部售出。麥當勞發聲明為發放訊息混亂致歉，聲稱翻查紀錄才知曾兩次進口上海福喜食材，表示已終止與上海福喜合作，晚上宣布暫停供應麥樂雞、脆辣雞腿飽、粟米杯、凍檸檬茶及兩款沙律。[34][35]

## 7月25日
- 政改民意關注組與政務司司長林鄭月娥會面。[36]

## 7月26日
- 網上媒體主場新聞宣布結業，創辦人蔡東豪在網站公佈消息，表示現時社會瀰漫一片白色恐怖，令他感到恐懼及困擾，加上市場扭曲，廣告與影響力不成比例，收支未能平衡。[37][38]